# Jochen Weeber
Jochen Weeber (* 14. Dezember 1971 in Vaihingen an der Enz) ist ein deutscher Schriftsteller und Musiker.

## Leben
Weeber, aufgewachsen in Sersheim, studierte Sonderpädagogik an der Hochschule in Ludwigsburg/Reutlingen. Nach mehreren Jahren als Lehrer arbeitet er seit 2002 als freier Autor. Er veröffentlichte mehrere Bücher, Hörspiele sowie Einzelbeiträge in Zeitungen, Zeitschriften und im Rundfunk. Seine Kinderbücher wurden in mehrere Sprachen übersetzt. Einige Jahre war er Mitherausgeber der Literaturzeitschrift LIMA und arbeitete im Vorstand des Bundesverbandes junger Autoren. Er ist Erfinder einer sogenannten „Poesie-Kabine“ („Der AUTORMAT“), wo nach Münzeinwurf eine Minilesung stattfindet. Außerdem ist er Musiker in der Chanson-Folkpop-Band Tristan Vox. Weeber lebt seit 1995 in Reutlingen. Seit 2007 veranstaltet er dort das Poetry-Slam-Event "Poesie & Pommes" im Kulturzentrum franz.K.

## Bücher
- Wieder mal Usbekistan. KL Buchverlag, 1999 ISBN 978-3-00-005126-5.
- Die grasgrüne Badehose. Edition Ranis, 2003 ISBN 978-3-8330-0818-4.
- Apothekenbäume. Wiesenburg Verlag, 2007 ISBN 978-3-939518-28-0.
- Hühner dürfen sitzen bleiben. Pattloch Verlag, 2008 ISBN 978-3-629-01424-5.
- Hühner dürfen sitzen bleiben. Huckepackverlag, 2011 ISBN 978-3-00-034386-5.
- Herr Lundqvist nimmt den Helm ab. Drey-Verlag, 2015 ISBN 978-3-933765-78-9.
- Was ist bloß mit Gisbert los? Patmos Verlag, 2016 ISBN 978-3-8436-0701-8.
- Henrietta spürt den Wind. Patmos Verlag, 2017 ISBN 978-3-8436-0881-7.
- Enzo. Oder was man alles nicht können muss. Paulinus Verlag, 2019 ISBN 978-3-7902-1962-3.
- Das Wiehern der Seepferdchen. Drey-Verlag, 2019 ISBN 978-3-933765-99-4.
- Enzo. Oder warum es in Ordnung ist, Angst zu haben. Paulinus Verlag, 2021 ISBN 978-3-7902-1752-0.
- Anni, Opa und die Riesenportion Rupf. Tulipan Verlag, 2023 ISBN 978-3-86429-580-5.

## Hörspiele
- Hühner dürfen sitzen bleiben. WDR 2007.
- Einer von uns. SWR 2011.
- Herr Lundqvist nimmt den Helm ab. SWR 2014.

## Radiogeschichten für Kinder
- Was ist bloß mit Gisbert los? RBB 2015.
- Eddie und die Farben. RBB 2016.
- Anni, Opa und die Riesenportion Rupf. RBB 2020.
- Ein Geschenk des Himmels. RBB 2023.

## Auszeichnungen
- 1995 Förderpreis der Hattinger Literaturtage[2]
- 2000 Literaturpreis "Zerrissen und doch ganz" (Texte zum Thema "Behinderung")[3]
- 2000 Stipendium Förderkreis deutscher Schriftsteller in Baden-Württemberg
- 2002 Literaturstipendium Schwaz
- 2002 Stadtschreiber Ranis
- 2003 Amsterdam-Stipendium der Stiftung Kulturaustausch Niederlande-Deutschland
- 2004 Stadtschreiber Ehingen
- 2004 Endauswahl Walter-Serner-Preis
- 2004 Esslinger Bahnwärter
- 2006 Wallersee-Stipendium (Kulturverein Kunstbox Seekirchen)
- 2007 Stipendium Förderkreis deutscher Schriftsteller in Baden-Württemberg
- 2010 Förderpreis Lions Club Hamburg-Moorweide
- 2013 Stipendium Förderkreis deutscher Schriftsteller in Baden-Württemberg
- 2017 Nominiert für den Bilderbuch-Preis „Buxtehuder Kälbchen“
- 2017 Stipendium Förderkreis deutscher Schriftsteller in Baden-Württemberg
- 2022 Writer in residence, Heinrich Böll Cottage, Achill Island/Irland
- 2022 Stipendium Förderkreis der Schriftsteller:innen in Baden-Württemberg